# Municipio de Richland (condado de Little River)
El municipio de Richland (en inglés: Richland Township) es un municipio ubicado en el condado de Little River en el estado estadounidense de Arkansas. En el año 2010 tenía una población de 18 habitantes y una densidad poblacional de 0,15 personas por km².

## Geografía
El municipio de Richland se encuentra ubicado en las coordenadas 33°37′29″N 94°25′42″O / 33.62472, -94.42833. Según la Oficina del Censo de los Estados Unidos, el municipio tiene una superficie total de 118.85 km², de la cual 110,47 km² corresponden a tierra firme y (7,05 %) 8,38 km² es agua.

## Demografía
Según el censo de 2010, había 18 personas residiendo en el municipio de Richland. La densidad de población era de 0,15 hab./km². De los 18 habitantes, el municipio de Richland estaba compuesto por el 55,56 % blancos, el 27,78 % eran afroamericanos, el 11,11 % eran amerindios y el 5,56 % eran de una mezcla de razas. Del total de la población el 11,11 % eran hispanos o latinos de cualquier raza.